# Elbira Zipitria
Elbira Zipitria Irastorza (Zumaya, 28 de mayo de 1906 - San Sebastián, 26 de diciembre de 1982) fue una pedagoga española, impulsora de la enseñanza en euskera.

## Formación
Nació en Zumaya (Gipúzcoa). Siendo niña, su familia se trasladó a vivir a San Sebastián. En esta ciudad se matriculó en 1922 para cursar la carrera de Maestra de Primera Enseñanza, que entonces constaba de cuatro cursos.
Al acabar sus estudios, en 1926, comenzó a trabajar en el centro educativo euskaldún Koruko Andre Mariaren Ikastetxea (Escuela Virgen del Coro), en San Sebastián, fundado y patrocinado por Miguel Muñoa Pagadizabal. Zipitria daba clase a alumnado de hasta seis años de edad.

## República y Guerra Civil
Zipitria compaginó su actividad como enseñante en euskera con la militancia política y cultural. Fue miembro de las organizaciones Emakume Abertzale Batza (asociación femenina del Partido Nacionalista Vasco, de la que llegó a ser secretaria en 1934), Acción Popular Vasca (Euskaltzaleak) y la Sociedad de Estudios Vascos (Eusko Ikaskuntza).
Durante la Segunda República fundó en San Sebastián la primera ikastola.
Durante la Guerra Civil se vio obligada a refugiarse en Labort. Primero estuvo en Ascain, luego pasó a Ciboure y posteriormente a Sara, de donde pasó a San Juan de Luz a finales de 1939.

## El movimiento de ikastolas de postguerra
Al acabar la guerra volvió a San Sebastián, donde comenzó a dar clases particulares. Durante el franquismo las ikastolas se vieron obligadas a funcionar en la clandestinidad y Zipitria se dedicó a impartir clases de euskera desde 1943. Para ello se aprovechaba un pequeño resquicio legal que permitía a maestros y maestras tituladas enseñar a menores hasta los nueve años. Realizó esta actividad en viviendas particulares de San Sebastián y con grupos muy pequeños de niñas y niños.  A partir de 1946 trasladó la docencia en su domicilio de la calle Fermín Calbetón, 26. El número de alumnado aumentaba paulatinamente por lo que hubo de incorporar a la educación en euskera a nuevas maestras.
La necesidad de nuevas maestras en vasco llevó a la formación de las mismas. Así hizo con las hermanas Amale e Irizar Arzelus. En 1949 propuso a Amale que encargarse de los niños y niñas que acudían a la ikastola sin tener un buen dominio del euskera. Esta pasó a dar las lecciones en su propio domicilio. Un año más tarde, Itziar Arzelus, maestra titulada, asistió durante unos meses a las clases de Elbira, aprendiendo su método pedagógico, e inauguró en su domicilio familiar una ikastola para alumnos y alumnas de tres y cuatro años.
En 1953 se incorporó al movimiento de la ikastola Faustina Karril, quien después de tres meses de prácticas aprendiendo el método didáctico de Elbira, abrió en una habitación alquilada una ikastola, también para alumnado de tres y cuatro años. Otra asistente, durante el curso 1952-1953, fue Karmele Esnal, que posteriormente jugaría un papel fundamental en la creación del Liceo Santo Tomás.
Zipitria continuó formando jóvenes maestras, capacitándolas para la docencia en euskera, actividad que continuó hasta 1968. En 1957 una de sus discípulas abrió la primera ikastola de Bilbao, y otras maestras formadas por Zipitria fundaron centros en San Sebastián y otras poblaciones de Guipúzcoa. En otros casos, ikastolas que ya existían, como las de Elgóibar, Lazcano, Beasáin y Añorga, adoptaron el método de Zipitria. Y las maestras formadas por Zipitra también fueron transmitiendo sus conocimientos a nuevas generaciones.

## Ikastola Orixe
Hasta 1968 las maestras en euskera encubrían su trabajo como clases particulares, ya que estaba permitido que una maestra titulada enseñara hasta un total de diez alumnos. De esta manera impartían su enseñanza a alumnos y alumnas de los tres a los nueve años, tras lo cual los estudiantes habían de realizar un examen de ingreso en colegios de lengua castellana donde realizaban el curso preparatorio para, posteriormente, presentarse al examen de ingreso al Bachillerato.
En el curso 1967-1968 se estableció la obligatoriedad de presentar el Libro de Escolaridad para poder estudiar el curso preparatorio. Ninguna ikastola reunía los requisitos legales para proporcionarlas. Las autoridades gubernamentales tomaron medidas, como registros policiales y frecuentes visitas de los inspectores de educación, que dificultaban el trabajo de las ikastolas. Estas funcionaban sin autorización gubernativa y el 19 de julio de 1968, el gobernador civil de Guipúzcoa, Enrique Oltra Moltó, prohibió la apertura de nuevos centros de enseñanza sin la correspondiente autorización, obligando a aquellos que venían funcionando solicitaran su legalización.
Elbira Zipitria se reunió con otras profesoras con el objetivo de fundar la ikastola Orixe. El nuevo centro docente adoptó la denominación oficial de "Escuela Parroquial de Santa María", se nombraba como responsable al párroco de dicha parroquia, José Elgarresta Iturbe, y tenía como  sede unos locales parroquiales. Con esos datos solicitaron la legalización en diciembre de 1968. El inspector de educación visitó la ikastola en junio de 1969 y aunque encontró que los niveles de conocimientos del alumnado eran satisfactorios, así como las técnicas pedagógicas, la Formación del Espíritu Nacional no se impartía de forma aceptable. La tramitación quedó en suspenso, pero el 8 de septiembre de 1970 se autorizó finalmente la apertura del centro.
Zipitria dejó Orixe en 1971, al jubilarse.